# ズィナー

Logo of zina haram.

ズィナー（アラビア語: زناء、DMG方式: zinā）とは、イスラム法（シャリーア）における犯罪行為で、婚外の性行為（強姦、結婚前性行為、売春、同性間の性行為など）および肛門性交を重罪としている。

## 根拠
この罪はクルアーンの以下の文言が根拠となっている（宗教法人 日本ムスリム協会発行の日本語版クルアーンより引用）。
第17章32節
私通の危険に近付いてはならない。それは醜行である。憎むべき道である。
第25章68節
アッラーとならべて，外のどんな神にも祈らない者，正当な理由がない限り，アッラーが禁じられた殺生を犯すことなく，また姦婬しない者である。だが凡そそんなことをする者は，懲罰される。
第24章2節
姦通した女と男は，それぞれ100回鞭打て。もしあなたがたが，アッラーと末日を信じるならば。アッラーの定めに基づき，両人に対し情に負けてはならない。そして一団の信者に，かれらの処刑に立会わせなさい。
また、ハディースでは同性間の性行為がズィナーとみなされ、特に男性間の性行為を行った人は死刑を処すべきだと書かれている。
ズィナーの罪に対して石打ち刑が科せられる根拠として、ハディースの一節にマイズというズィナーの罪を犯した女性を石打ちにする記述がある。

## 告発に必要な条件
イスラム法においてはズィナーの罪を告発するためには以下の条件を満たしていなければならない。
- 被告人は告発の前にムスリムであることを知られていなければならない。
- 被告人は常識を備えている人間であり、性行為が行われていた時に酩酊していない。
- 被告人は大人でなければならない。（この大人の解釈にも諸説あり、イスラム教で婚姻可能年齢の9歳以上とする解釈もある）
- 被告人は自分自身の自由意志によって不倫を行ったのでなければならない。
- 4人の男性の目撃者または性行為を行った証拠が無ければならない。

死刑が適用されるためにはさらに、以下の条件が必要である。
- 被告人は自由でなければならず、奴隷であってはならない。
- 被告人は既婚者であり、不倫を行う前に正当な夫と合法的な性的関係を持っていなければならない。
- 被告人は、妊娠していない、子供に授乳していない者である。

## 各宗派・地方における違い
ズィナーの罪については、宗派や地方によって解釈も刑罰も大きく異なる。
サウジアラビアでは石打ちが行われていると言われることがあるが、ワッハーブ派の解釈ではハディースの記述を採用していないため、石打ちは法定刑罰としては存在していない。このため、ズィナーの罪に対しては銃殺刑・斬首刑・絞首刑のどれかが科されることになっているが、男性の場合は「女性に誘惑された」などの言い逃れの手段があるので、実際にこれらのやりかたで処刑されるのは女性のほうが多く、男性は鞭打ち100回で済まされることも多い。レイプの場合でも、男性が言い逃れしたため女性のみ死刑という事例が存在する。ただしこれも、相手の女性を支配する男性親族と女性とセックスした相手の男性の地位の差や、男性がムスリムなのか否かにより違いがある。
男性に有利な判決が下されるのは男性がムスリムである場合で、男性側が異教徒の場合は女性と同様に死罪になる。サウジアラビアでは自国の女性の外国人との結婚を極端に制限しており、サウジアラビア人の女性と外国人の非ムスリム男性の結婚が認められることは無い。このため外国へ駆落ちして政治難民になるという手段が用いられるが、駆落ちに失敗した場合には男女共に処刑されている。
このほか、
- イラン、アフガニスタン、パキスタンなど一部の国では石打ちによる死刑が科せられる。
- イスラム教シーア派では、ミシャー婚と呼ばれる制度における性行為は合法であり罪にならないとしている。
- 厳格なワッハーブ派では、未婚での性行為は死罪としている。
- イラクのシーア派では、クルアーン第24章2節を根拠として最高刑でも鞭打ち100回としている。
- インドネシアでは、ミシャー婚を悪用した合法売春が行われているほどで、ズィナーの罪は形骸化している。

ただし、いずれも執行に際して、かなりの程度女性に偏った過酷な刑罰を課す傾向にある。

## 事例
- サウジアラビアでは、1997年にアメリカ海兵隊員と駆け落ちした王族の女性は銃殺刑、海兵隊員は斬首刑が執行された。[要出典]
- サウジアラビアでは、1977年にレバノンの外交官の息子と駆け落ちしようとした王族の女性であるマシャイル・ビント・ファハド・アル・サウードが公開処刑で銃殺刑にされ、交際相手の男性は斬首刑になった。